# Doina Cornea
Doina Cornea (Brașov, 30 maggio 1929 – Cluj-Napoca, 3 maggio 2018) è stata un'attivista romena per i diritti umani.
Fu una dissidente durante il governo comunista di Nicolae Ceaușescu.

## Biografia

### Gioventù e studi
Cornea iniziò a studiare francese e italiano presso l'Università di Cluj nel 1948. Dopo la laurea insegnò francese in una scuola secondaria a Zalău, dove sposò un avvocato locale. Tornò a Cluj nel 1958, dove lavorò come assistente professore presso l'Università Babeș-Bolyai.
Iniziò a partecipare alla vita politica nel 1965, dopo aver assistito ad una critica di un suo amico su Charles de Gaulle a Strasburgo, in Francia. Aspettandosi di vedere la polizia, restò sorpresa quando vide che il suo amico non fu arrestato. Vergognandosi dei vincoli politici che all'epoca sopprimevano la libertà di espressione in Romania, decise quindi di attivarsi politicamente.

### Dissidenza sotto il comunismo
Nel 1980 pubblicò il suo primo libro di samizdat, Încercarea Labirintului ("La prova del labirinto") di Mircea Eliade, tradotto da lei dal francese. Seguirono quindi altre quattro traduzioni samizdat.

#### Lettere di protesta
Inviò illegalmente la prima lettera a Radio Free Europe nel 1982, la prima di una serie di testi e proteste contro Ceaușescu. Nelle sue lettere denunciava una crisi non solo materiale ed economica, ma anche spirituale, in quanto vedeva il popolo rumeno "nutrito esclusivamente di slogan", che valorizzava più i valori materiali piuttosto che i valori spirituali, definiti come portatori di "intelligenza, etica, cultura, libertà e responsabilità ".
Il 15 settembre 1983 fu licenziata dall'università a causa della sua attività politica. Ufficialmente fu accusata di aver fatto leggere ai suoi studenti il diario di Mircea Eliade.
Nella seconda lettera pubblicata dalla BBC e da Radio Free Europe, protestò contro le restrizioni nei confronti del mondo accademico e il fatto che la dirigenza universitaria non prese le sue difese. Le sue lettere furono riportate nei suoi articoli scritti dopo la Rivoluzione del 1989: nonostante il cambiamento della situazione politica ed economica, la perversità della morale degli individui restò invariata.
Nell'agosto 1987 scrisse una lettera aperta a Ceaușescu, in cui sosteneva la riforma dell'istruzione superiore: rivendicava maggiore libertà accademica e autonomia universitaria (per evitare eventuali sottomissioni agli interessi del Partito Comunista), più scambi con università straniere, esenzione dalla partecipazione obbligatoria alla raccolta e insegnamento della capacità di pensiero.
Durante la ribellione di Braşov del 18 novembre 1987, insieme a suo figlio Leontin Iuhaș diffuse a Cluj-Napoca 160 manifesti di solidarietà per i lavoratori che si ribellarono al governo comunista. Il giorno successivo furono arrestati dalla Securitate, che li trattenne fino al dicembre 1987, quando furono rilasciati a seguito di una protesta internazionale e della messa in onda di un documentario sulla Romania di Ceaușescu trasmesso dalla televisione francese, che includeva una vecchia intervista con la stessa Cornea.
Nell'estate del 1988 seppe da Radio Free Europe di essere stata invitata a una conferenza sui diritti umani a Cracovia, pur non avendone ricevuto l'invito. Al rifiuto della sua richiesta per il passaporto rispose con una lettera in cui sosteneva che una società totalitaria di successo può essere creata solo derubando le persone della realizzazione intellettuale.

#### Arresti domiciliari
Scrisse un'altra lettera, contrabbandata fuori dal paese da Josy Dubié e trasmessa da RFE il 23 agosto 1988, giorno della festa nazionale della Romania, in cui accusava Ceaușescu di essere il responsabile del disastro spirituale ed economico del Paese. Gli concesse due scelte: o la rinuncia alla guida del Paese, oppure l'introduzione di riforme per consentire il pluralismo e per separare amministrazione e magistratura dal partito.
Sostenne la libertà di parola, la libertà di stampa, la libertà di riunione e la libertà di viaggio. Dal punto di vista economico, la sua lettera sosteneva la chiusura di fabbriche in perdita, la ristrutturazione di fabbriche per poter competere con società straniere, l'assunzione di manager stranieri e la ricreazione della proprietà terriera privata, come così come la cessazione del programma di sistematizzazione.
Fu condannata agli arresti domiciliari dalla Securitate. A seguito di un documentario trasmesso dalla televisione belga, vi fu una campagna internazionale per il suo rilascio approvata dal Parlamento europeo e dalla Confederazione internazionale dei sindacati liberi. Diversi politici stranieri fecero appello al governo rumeno, come Laurent Fabius, presidente dell'Assemblea nazionale francese, Valéry Giscard d'Estaing, ex presidente della Francia, e Leo Tindemans, ministro degli Esteri belga.
Seppur agli arresti domiciliari, fu in grado di inviare altre due lettere, inclusa una in cui discuteva l'arbitrarietà delle misure prese contro di lei, che non avevano alcun fondamento nel diritto rumeno, rilevando il mancato rispetto dello Stato di diritto e un uso arbitrario del potere.
Nel 1989 ricevette un invito da Danielle Mitterrand, moglie del presidente francese François Mitterrand, per partecipare alla celebrazione del bicentenario della Rivoluzione francese, ma ancora una volta le fu negato il visto di uscita. Non ricevette neppure un altro invito al Consiglio d'Europa, consegnato all'ambasciatore rumeno a Parigi.
Fu rilasciata il 21 dicembre 1989 durante la rivoluzione rumena, il giorno prima della destituzione del governo. Immediatamente dopo il rilascio, iniziò a prendere parte alle manifestazioni in strada a Cluj-Napoca.

### Attività dopo il dicembre 1989
Dopo la caduta di Ceaușescu, Cornea diventare membro della prima organizzazione governativa post-comunista, il Consiglio nazionale del Fronte di Salvezza Nazionale.
Insieme agli intellettuali Ana Blandiana, Mihai Șora e Mircea Dinescu, Cornea si batté contro la nuova amministrazione di Ion Iliescu, presidente della Romania fino alla sua sconfitta da parte di Emil Constantinescu nelle elezioni del 1996. Fu cofondatrice del Forum Democratico Anti-totalitario della Romania (Forumul Democrat Antitotalitar din România), primo tentativo di unificare l'opposizione democratica del governo post-comunista. Questa organizzazione confluì in seguito nella Convenzione Democratica Rumena (Convenția Democrată Română, CDR), che portò al potere Emil Constantinescu.
Cornea fu inoltre cofondatrice del Gruppo per il dialogo sociale (Grupul pentru Dialog Social) in Romania, dell'Alleanza Civica e della Fondazione culturale Memoria (Fundația Culturală Memoria).

### Morte
Morì nel 2018 nella sua casa di Cluj. Fu sepolta nel cimitero di Hajongard della città. Ebbe due figli, Ariadna Combes  e Leontin Iuhaș.

## Premi e riconoscimenti
- Premio Rafto